# Chimarra togoana
Chimarra togoana är en nattsländeart som först beskrevs av Georg Ulmer 1907.  Chimarra togoana ingår i släktet Chimarra och familjen stengömmenattsländor. Inga underarter finns listade i Catalogue of Life.